# De kruik van Aztrakan
De kruik van Aztrakan is het 135ste stripverhaal van Jommeke. De reeks wordt getekend door striptekenaar Jef Nys.

## Verhaal
Tijdens een nachtelijk uitstapje hebben Jommeke en zijn vrienden pech met de vliegende bol en stranden in de bergen van Marokko. Ze moeten ergens onderdak zoeken. Die vinden ze bij de gemoedelijke Aztrakan. Vreemd genoeg zit de gastvrije man 's nachts aan een raam de wacht te houden met een geweer in zijn handen. Alsof hij inbrekers verwacht. De volgende dag is er paniek, de Miekes zijn verdwenen. Aztrakan vertelt de vrienden over het geheim van een mysterieuze kruik die hij bewaart. Een kruik die absoluut uit handen moet blijven van Abdrahma en zijn zoon. Aztrakan is dan ook overtuigd dat de achterbakse Abdrahma te maken heeft met de verdwijning van de tweeling.
Vervolgens wordt de bewuste kruik aan een waterput geplaatst, de zoon haalt de kruik op, en De Miekes worden weer vrijgelaten. Jommeke en zijn vrienden willen de oude man helpen met zijn kruik terug te bezorgen. Choco kan de kruik opnieuw bemachtigen. Doch, met veel pech belanden de vrienden in de gevangenis.
Nu Abdrahma met de sleutel de paleispoort kan openen, is hij de baas over het hele gebied. Maar door een aardbeving geraakt de zoon van Abdrahma onder het puin terecht. Hij kan nog gered worden. Aztrakan besluit om een vriendschap te sluiten. Jommeke en zijn vrienden keren tevreden huiswaarts.